# إزوان محبود
محمد إزوان بن محبود (ولد في 14 يوليو 1990) هو لاعب كرة قدم سنغافوري محترف يلعب كحارس مرمى لنادي دوري الدرجة الثانية التايلاندي، نوغبوا بيتشايا، ومنتخب سنغافورة لكرة القدم.

## روابط خارجية
- إزوان محبود على موقع قاعدة بيانات كرة القدم.إي يو (الإنجليزية)
- إزوان محبود على موقع ناشيونال فوتبول تيمز (الإنجليزية)
- إزوان محبود على موقع Soccerway.com (الإنجليزية)
- إزوان محبود على موقع عالم كرة القدم.نت (الإنجليزية)